# Kåen
Kåen är en sjö i Lindesbergs kommun i Västmanland och ingår i Norrströms huvudavrinningsområde. Sjön är 1,5 meter djup, har en yta på 0,156 kvadratkilometer och är belägen 77 meter över havet.

## Delavrinningsområde
Kåen ingår i det delavrinningsområde (660844-147796) som SMHI kallar för Vid mätstation Kåfalla. Medelhöjden är 95 meter över havet och ytan är 23,47 kvadratkilometer. Räknas de 17 avrinningsområdena uppströms in blir den ackumulerade arean 412,96 kvadratkilometer. Sverkestaån (Ramshytteån) som avvattnar avrinningsområdet har biflödesordning 3, vilket innebär att vattnet flödar genom totalt 3 vattendrag innan det når havet efter 198 kilometer. Avrinningsområdet består mestadels av skog (80 procent). Avrinningsområdet har 0,35 kvadratkilometer vattenytor vilket ger det en sjöprocent på 1,5 procent.